# 劳晓音
劳晓音（1990年4月24日—），汉族，中国歌手，2014年获得贵州卫视全国歌唱比赛节目《唱出爱火花》全国年度总冠军而出道至今。

## 主要经历
- 1990年，出生于中国广东；
- 2012年，参加广东卫视珠江频道《麦王争霸》比赛获得全球第五名[1]、最具网络人气奖；
- 2013年，获得LA洛杉矶ETTV东森新人王全美亚军；
- 2014年，年初获得贵州卫视全国歌唱比赛节目《唱出爱火花》全国年度总冠军[2]而备受媒体[3]和观众欢迎[4]。同年6月参加北京卫视《最美和声》比赛获得全国第六名。

## 音乐作品
- 2013年12月：单曲《冰山大火》
- 2014年2月：单曲《怪你过分美丽》